# Don Hanrahan
Donald E. "Don" Hanrahan (nacido el 6 de febrero de 1929 en Chicago, Illinois y fallecido en la misma ciudad el 8 de febrero de 2010) fue un jugador de baloncesto estadounidense que disputó una temporada en la NBA. Con 2,01 metros de estatura, jugaba en la posición de alero.

## Trayectoria deportiva

### Universidad
Jugó durante cuatro temporadas con los Ramblers de la Universidad de Loyola Chicago, entre 1948 y 1952, siendo en ese momento el segundo jugador más alto que había vestido jamás la camiseta de los Ramblers. Anotó 828 puntos en total, siendo su mejor temporada la última, en la que promedió 16,7 por partido.

### Profesional
En 1952 fichó por los Indianapolis Olympians de la NBA, con los que disputó una temporada en la que promedió 1,8 puntos y 1,7 rebotes por partido.

## Estadísticas de su carrera en la NBA

### Temporada regular
| Año     | Equipo       | PJ | MPP | %TC  | %TL  | RPP | APP | PPP |
| ------- | ------------ | -- | --- | ---- | ---- | --- | --- | --- |
| 1952-53 | Indianapolis | 18 | 6.7 | .344 | .733 | 1.7 | .6  | 1.8 |
| Total   | Total        | 18 | 6.7 | .344 | .733 | 1.7 | .6  | 1.8 |